# Корф, Леопольд Фёдорович
Барон  Леопольд Фёдорович Корф  (19 сентября (1 октября) 1804—31 января (12 февраля) 1858) — генерал-майор, директор Новгородского кадетского корпуса.

## Биография
Происходил из дворян Курляндской губернии. Родился 19 сентября (1 октября) 1804 года. Его отец, Фёдор Фёдорович Корф (1760—1813) — обер-комендант в Митаве — был женат на Марии Сергеевне Смирновой; у них было 8 детей — 6 сыновей и две дочери.
Образование получил в корпусе колонновожатых; 29 января 1823 года был произведён в прапорщики, с определением в свиту Его Императорского Величества по квартирмейcтерской части, прикомандирован к 1-му пехотному корпусу и в марте того же года был назначен на съёмку Литовско-Виленской губернии; 14 марта 1824 года был прикомандирован к 5-му отделению военно-топографического депо и назначен на съёмку Санкт-Петербургской губернии.
С 8 апреля 1828 года находился во 2-й армии и принял участие в русско-турецкой войне. За отличие под Калафатом (12.05.1828) произведён в поручики; за сражение при селе Боелешти (14.09.1828) произведён в штабс-капитаны. Награждён орденом Св. Анны 3-й степени с бантом за занятие Калафатских укреплений (13.10.1828) и орденом Св. Владимира 4-й степени с бантом за взятие города Рахова (28.05.1829), где был ранен в ногу.

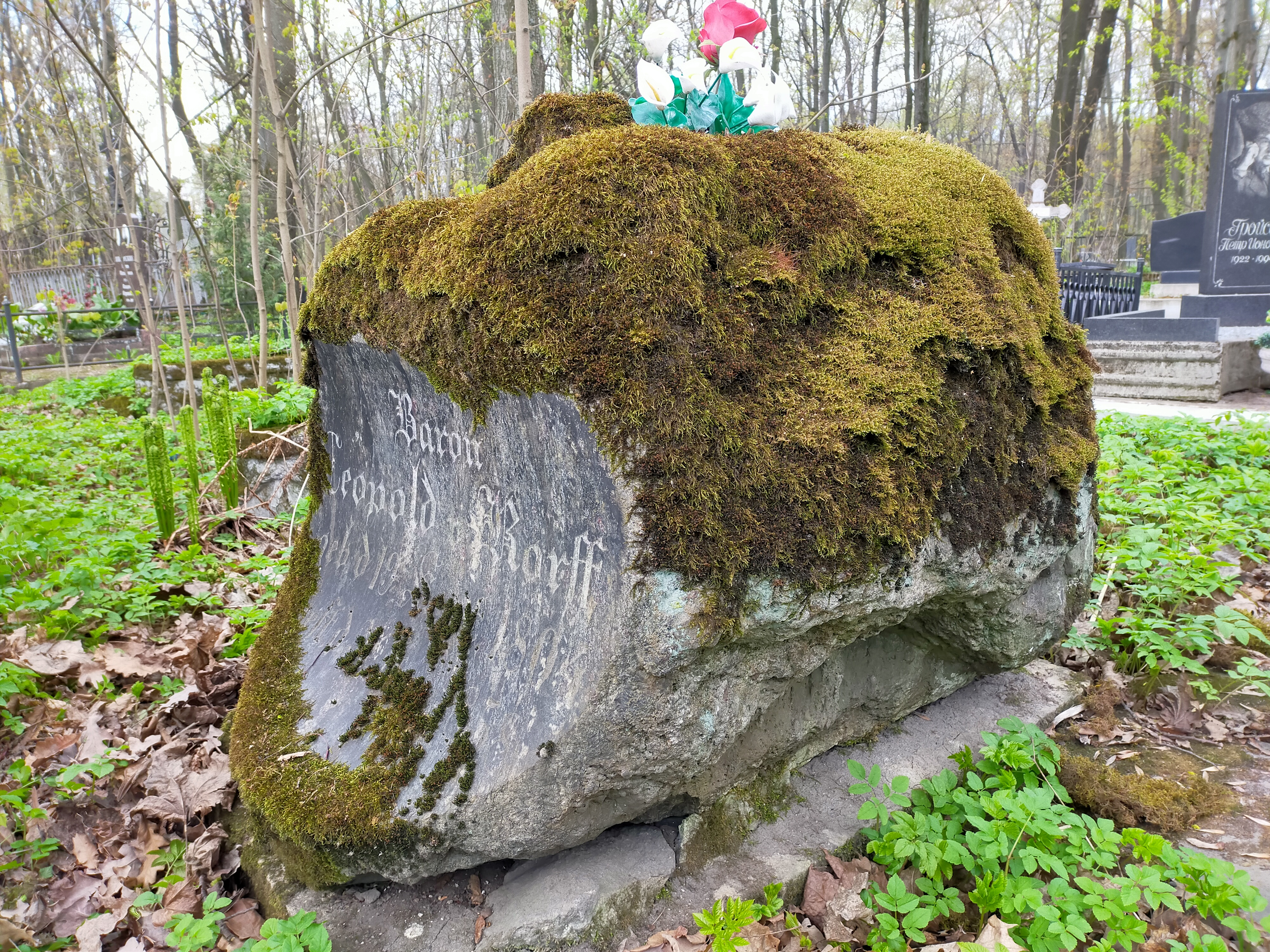
Барон Л.Ф. Корф (1804-1858), надгробие на Волковском лютеранском кладбище

С 10 сентября 1832 года получил назначение помощником начальника 6-го отделения канцелярии генерал-квартирмейстера главного штаба Его Императорского Величества; 22 апреля 1834 года произведён в подполковники и 13 июня того же года был назначен состоять в распоряжении военного министра и генерал-квартирмейстера главного штаба Его Императорского Величества; 5 декабря 1836 года назначен состоять при военном министре для особых поручений и сверх того заседающим в общем присутствии комиссариатского департамента.
Зачислен в запасные войска, с оставлением в генеральном штабе 25 февраля 1847 года; 22 июня 1848 года назначен состоять при военно-учёном комитете главного штаба, а 23 января 1850 года — по военным учебным заведениям.
Был назначен 25 марта 1854 года исполняющим должность директора Новгородского кадетского корпуса. Через два года, 17 апреля 1856 года был произведён в генерал-майоры с утверждением в должности директора корпуса.
Умер 31 января (12 февраля) 1858 года. Похоронен в Санкт-Петербурге на Волковском лютеранском кладбище.

## Награды
- Орден Святой Анны 3-й ст. с бантом (1828).
- Орден Святого Владимира 4-й ст. с бантом (1828).
- Орден Святого Георгия 4-й ст. за выслугу лет (1844).

## Семья
Был женат на Марии Павловне Голенищевой-Кутузовой (1808-1877), дочери военного генерал-губернатора Санкт-Петербурга графа П. В. Голенищева-Кутузова. Их дети:
- Павел (1837—1913)
- Аркадий (1844—1878)[6] - умер от сыпного тифа
- Фёдор (27.02.1848-25.02.1880), женат на Александре Петровне Волковой (30.06.1850—01.05.1883), дочери генерала от кавалерии П. Н. Волкова
- Елизавета (1850-?) - замужем за Алексеем Михайловичем Неклюдовым (1847-1916), братом С. М. Неклюдова

## Источник
- Барон Корф, Леопольд Федорович // Столетие военного министерства. Т. 3, отд. 5: Указатель биографических сведений… Дополнение. — С. 819—820.